# Nonet en fa major
El Nonet en fa major, op. 31, per a quartet de cordes, flauta, oboè, clarinet, fagot i trompa fou compost i estrenat el 1813 del compositor alemany Louis Spohr.
Fou compost durant l'estada del músic a Viena a petició de Johann Tost, que anys abans havia sigut el primer violí de l'orquestra de Haydn a Esterháza. Segons explica Spohr a les seves memòries, Tost volia que la música fos escrita de tal manera que cada instrument mostrés el seu veritable caràcter. El repte va atreure el compositor que va escriure aquest famós nonet, que fou el primer del seu gènere. Més tard, les obres per a nou instruments van ser escrits per Rheinberger, Stanford, Ravel, Webern, Martinů i altres.
Spohr utilitzà bé les moltes possibilitats tímbriques de la combinació específica dels instruments de vent i cordes per crear una simfonia de cambra virtual. Com la majoria de la música de Spohr, el Nonet és un producte característic de l'època romàntica primerenca, amb la seva organització formal i tonal amb claredat clàssica enriquida per l'harmonia cromàtica que anava a florir en el futur immediat amb la música de Chopin, Liszt, Schumann i Wagner.
El primer moviment és una estructura de sonata sense introducció. El tema principal és presentat pel violí i repetida pels vents. El domini de Spohr es desprèn en els primers compassos en el joc dels instruments i la garantia del fraseig i la direcció harmònica. El segon tema, també iniciat pel violí, conté figures rítmiques que el diferencien del moviment suau de la melodia principal. Un desenvolupament a gran escala i la recapitulació completa el moviment.
El segon moviment és un scherzo en la clau ombrívola de re menor. La forma tradicional es va ampliar per incloure dos trios: el primer és dominat pel violí, el segon es dona als vents. L'Adagio és bonic i atractiu sense regirar les emocions profundes, més himne que apassionat o emotiu. El moviment final recorda els episodis finals escumosos de les simfonies de Haydn.